# Sparatorie ad Abilene
Sparatorie ad Abilene (Gunfight in Abilene) è un film del 1967 diretto da William Hale.

## Trama
Un gruppo di allevatori di Abilene si è impadronito di gran parte delle terre degli agricoltori. Un reduce della Guerra di Secessione interviene.